# Хидирлез
Хидирле́з (крим. Hıdırlez, Къыдырлез, Qidirlez; гаг. Hederlez, ay Yorgi, ay Yorgi; азерб. Xıdır İlyas, Xıdır Nəbi) — головне весняне свято кримських татар та інших тюркських народів. Свято весни, свято посіву. Кримські татари святкують щорічно першої п'ятниці травня, гагаузи — 23 квітня (6 травня) . Відзначається співами, танцями, змаганнями, частуванням стравами, ворожбою.

## Походження та назва
Свято пов'язане із зустріччю на землі ісламських пророків Іллі (Ільяс) та Аль-Гідра (Хидир). Ільяс, за повір'ями, — покровитель води та домашньої худоби, прибуває із Заходу, тоді як другий, Хидир, прибуває зі Сходу та є покровителем людей. Назва «Хидирлез» поєднує в собі імена цих двох пророків. Перший день святкування Хидирлез припадає на день їхньої зустрічі, який, за повір'ями, припадає на перший тиждень травня.

## Звичаї
Цей день пов'язаний з багатьма традиціями та обрядами. Прибирання оселі, випікання національних страв. Національні пісні, танці, спортивні змагання, стрибки через багаття, ворожба.

## Святкування

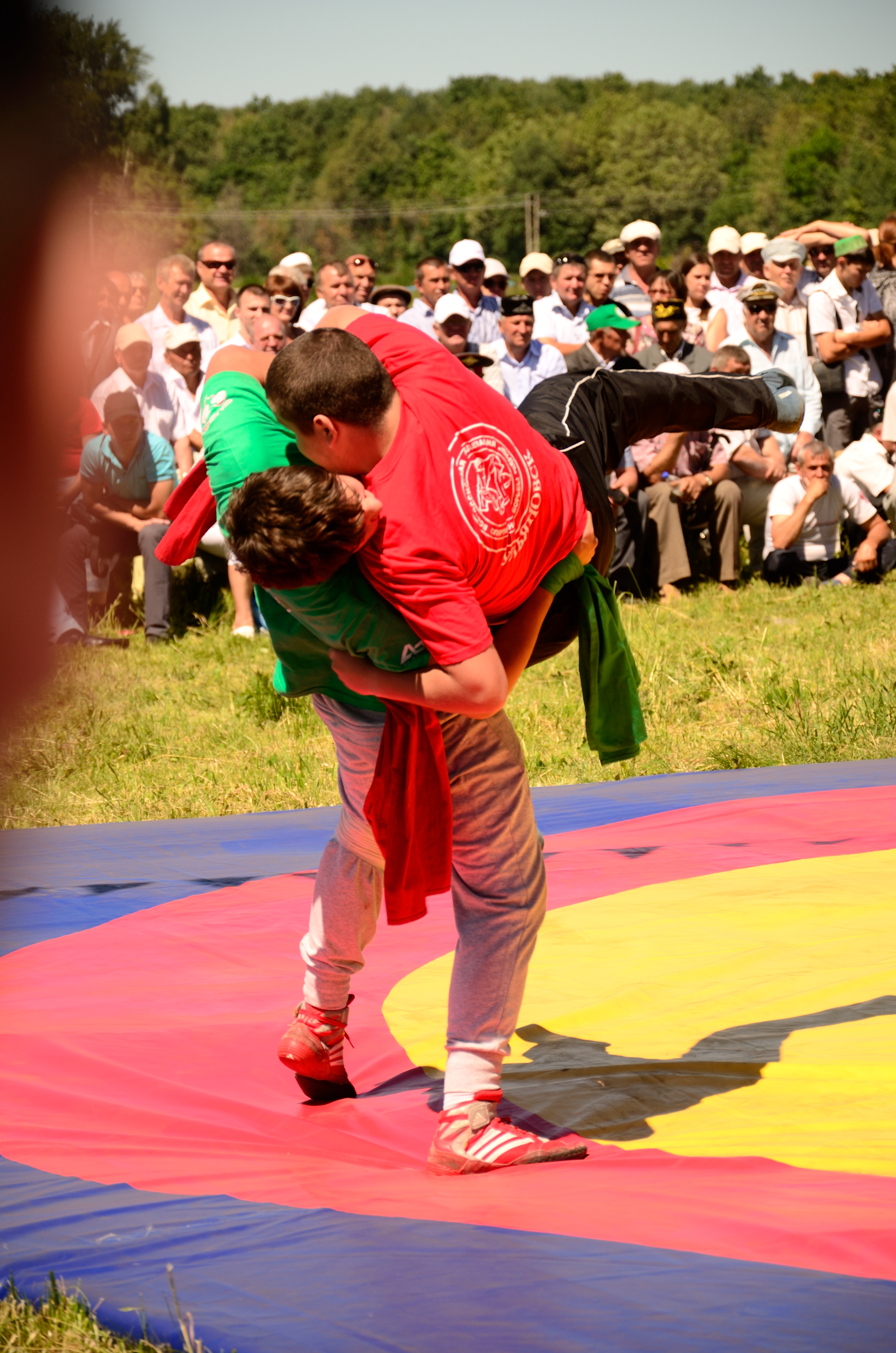
Куреш

Кожна родина зранку цього дня прибирає власну оселю. Також випікаються різноманітні страви: калакай, кобете, сари-бурма. Після вечірньої молитви-намазу найшанованіший мешканець селища розпалює вогнище, через яке сам стрибає першим, слідом стрибають всі чоловіки, юнаки, хлопці. Коли ж полум'я трохи згасає, стрибають жінки та дівчата.
Важливий звичай на Хидирлез — ворожіння традиційними хлібцями калакай (крим. къалакай), спеченими заздалегідь, яке, за традицією, здійснюють літні чоловіки. За повір'ям калакай передбачає майбутній врожай. Якщо калакай падає лицевим боком догори — буде врожай, якщо ж тильною стороною, то цьогоріч варто чекати неврожаю.
Відзначають велелюдними зібраннями з національними піснями та танцями. Влаштовуються спортивні змагання, боротьба. Сусіди частують один одного домашньою випічкою. Запускають голубів у синє небо. Найбільші зібрання відбуваються в Бахчисараї — історичній столиці народу.
Серед хлопців існував звичай дарувати дівчатам хустки; якщо останні повертали дарувальникам хустки, вже вишиті власноруч, — це вважалося проявом симпатії.
На завершення свята танцюють національний танок Хоран. Танець є круговим, оскільки уособлює сонце; виконується під акомпанування народних музичних інструментів — давула та зурни. Всередині кола, сформованого танцівниками, знаходиться вогнище.

## Після 2014 року
Після російської окупації Автономної Республіки Крим Мустафа Джемілєв закликав не відзначати Хидирлез.
Навесні 2015 року Меджліс кримськотатарського народу провів засідання, на якому було вирішено не проводити святкування Хидирлез 2015 року. Члени Меджлісу пояснили свій крок катастрофічним положенням кримських татар в окупованому Криму. Голова Меджлісу Рефат Чубаров закликав кримських татар відмовитися від участі в офіційному святкуванні Хидирлез, яке, за його словами, проводиться з метою розколу кримськотатарського народу, а також із пропагандистськими цілями (підтвердженням цьому є обов'язковість участі в офіційних заходах та заборона окремих, неофіційних святкувань Хидирлез). 2016 року члени Меджлісу також відмовилися від участі у святкуванні Хидирлез та закликали зробити те саме кримських татар.
У травні 2017 року святкування Хидирлез відбулося в Києві на території Національного музею народної архітектури та побуту України в Пирогові та на Арабатській стрілці.